# Кхъу
Кхъу, кхъу – tetragraf cyrylicy, używany od 1938 r. w języku kabardyjskim. Został stworzony przez Nikołaja Jakowlewa. Wykorzystywany jest do oznaczania dźwięku [q͡χʷ], tj. uwargowionej spółgłoski zwarto-szczelinowej języczkowej bezdźwięcznej.

## Kodowanie
| Forma     | Wygląd | Części składowe | Części składowe | Części składowe | Części składowe |
| --------- | ------ | --------------- | --------------- | --------------- | --------------- |
| majuskuła | Кхъу   | U+041A К        | U+0445 х        | U+044A ъ        | U+0443 у        |
| minuskuła | кхъу   | U+043A к        | U+0445 х        | U+044A ъ        | U+0443 у        |